# Aloysius Sudarso

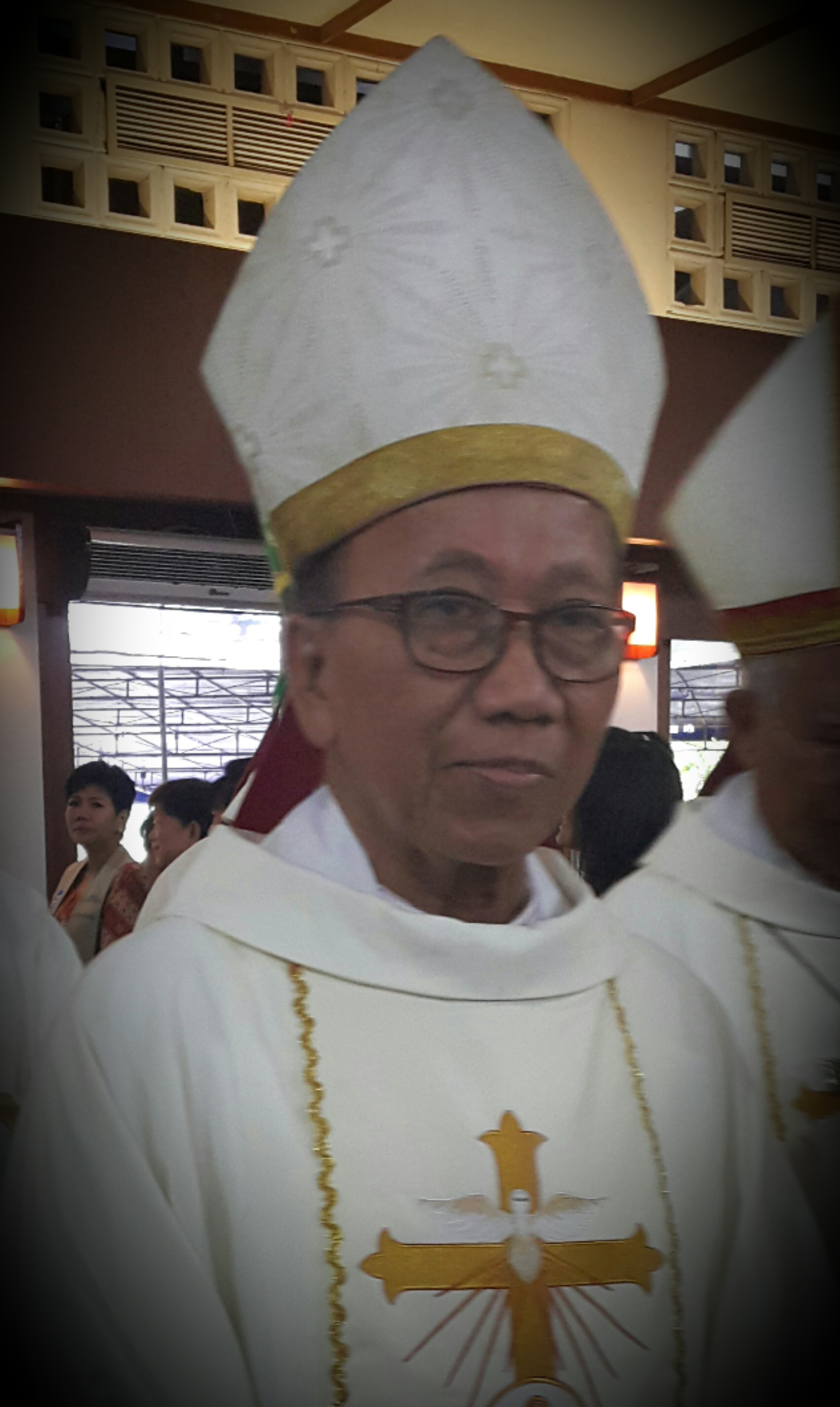
Aloysius Sudarso, 2017

Aloysius Sudarso SCI (* 12. Dezember 1945 in Yogyakarta) ist ein indonesischer Ordensgeistlicher und emeritierter römisch-katholischer Erzbischof von Palembang.

## Leben
Aloysius Sudarso trat der Ordensgemeinschaft der Dehonianer bei und empfing am 14. Dezember 1972 die Priesterweihe.
Papst Johannes Paul II. ernannte ihn am 17. November 1993 zum Weihbischof in Palembang und Titularbischof von Bavagaliana. Der Bischof von Palembang, Joseph Hubertus Soudant SCI, spendete ihm am 25. März des nächsten Jahres die Bischofsweihe; Mitkonsekratoren waren Alfred Gonti Pius Datubara OFMCap, Erzbischof von Medan, und Andreas Henrisusanta SCI, Bischof von Tanjungkarang.
Am 20. Mai 1997 wurde er zum Bischof von Palembang ernannt. Mit der Erhebung zum Erzbistum am 1. Juli 2003 wurde er zum Erzbischof von Palembang ernannt.
Papst Franziskus nahm am 3. Juli 2021 seinen altersbedingten Rücktritt an.